# Velden (Basse-Bavière)
Pour les articles homonymes, voir Velden.
Velden est une commune de Bavière (Allemagne), située sur la rivière Vils, affluent droit du Danube.
La commune fait partie de l'arrondissement de Landshut, dans le district de Basse-Bavière.

## Personnalités
- Adam Burghaber (aussi appelé Fidelis Romanus, 1608-1687), théologien allemand et prêtre jésuite, est né à Velden.